# Reinhard Genzel

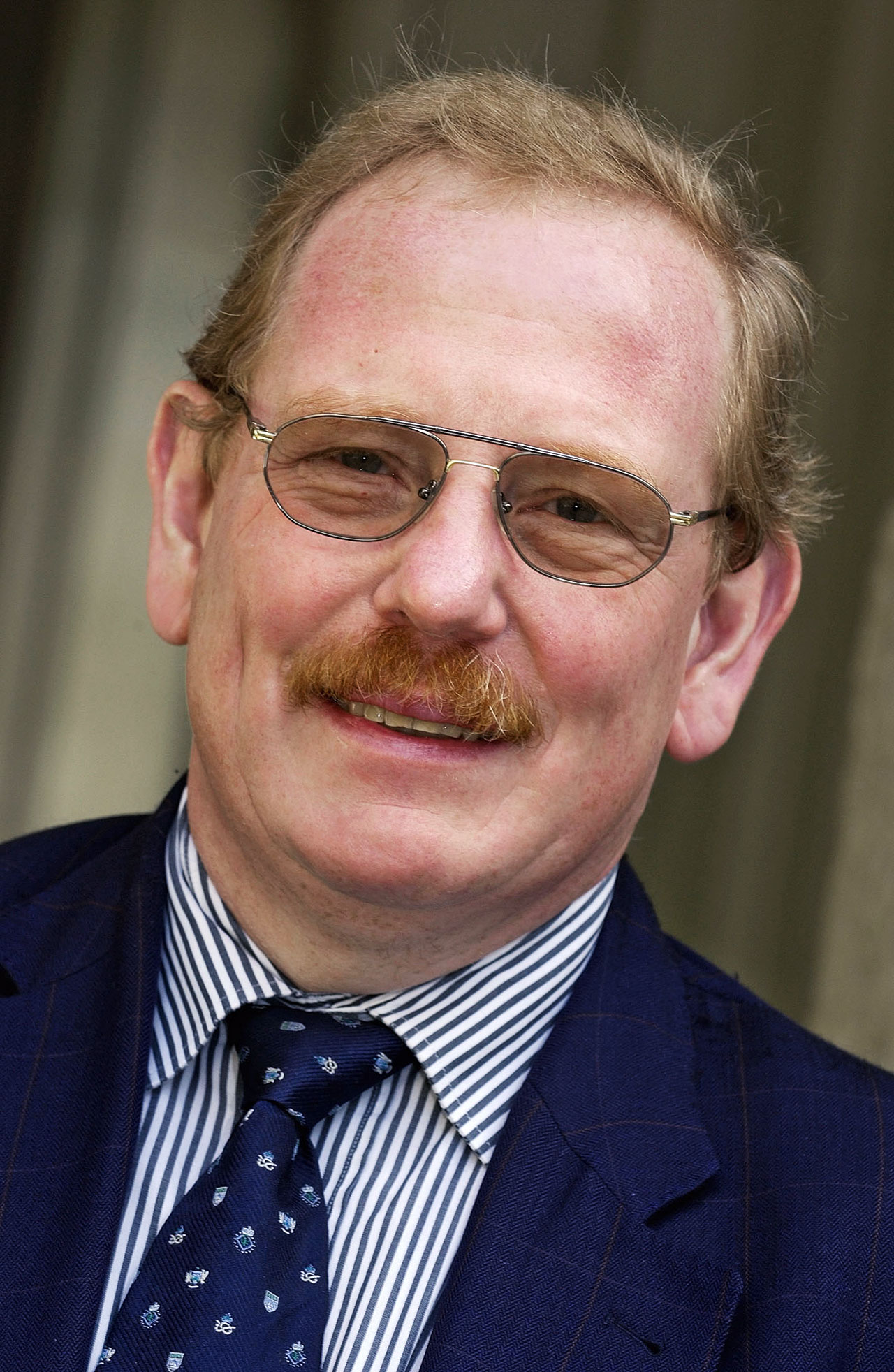
Reinhard Genzel (2012)

Reinhard Genzel (* 24. März 1952 in Bad Homburg vor der Höhe) ist ein deutscher Astrophysiker. Er ist Direktor des Max-Planck-Instituts für extraterrestrische Physik in Garching bei München. Genzel erhielt 2020 gemeinsam mit der US-amerikanischen Astronomin Andrea Ghez eine Hälfte des Nobelpreises für Physik für die Entdeckung des heute als Sagittarius A* bekannten, supermassereichen Schwarzen Lochs im Zentrum der Milchstraße.

## Leben und Werk
Reinhard Genzel ist der Sohn des Professors für Festkörperphysik Ludwig Genzel (1922–2003). In seiner Jugend zählte er zu den besten deutschen Nachwuchsathleten im Speerwurf. Nach dem Abitur am Berthold-Gymnasium in Freiburg im Breisgau studierte er als Stipendiat der Studienstiftung des deutschen Volkes Physik an der Rheinischen Friedrich-Wilhelms-Universität Bonn (Diplom 1975) und wurde 1978 bei Peter Georg Mezger am Max-Planck-Institut für Radioastronomie promoviert.
Er ging anschließend an das Harvard-Smithsonian Center for Astrophysics in Cambridge, Massachusetts und wirkte von 1980 bis 1982 als Miller Fellow und ab 1981 als Associate Professor an der University of California, Berkeley, an der er 1985/86 und von 1999 bis 2016 eine Professur („Full Professor“) innehatte. Genzel wurde 1986 zum wissenschaftlichen Mitglied der Max-Planck-Gesellschaft und zum Direktor am Max-Planck-Institut für extraterrestrische Physik in Garching bei München berufen. Seit 1988 ist er Honorarprofessor an der Ludwig-Maximilians-Universität München.
Reinhard Genzel war maßgeblich an der Entwicklung der Infrarot- und Submillimeter-Astronomie beteiligt. So gelang ihm mit seinem Team zunächst am La-Silla-Observatorium (ab 1992) und dann am Very Large Telescope über langjährige Beobachtungen der Bahnen von Sternen nahe dem Zentrum der Milchstraße der Nachweis, dass sich dort ein supermassereiches Schwarzes Loch von etwa 4,3 Millionen Sonnenmassen befindet. Unabhängig gelang dies auch Astronomen um Andrea Ghez am Keck-Observatorium. Beide erhielten für ihre Entdeckung eine Hälfte des Nobelpreises für Physik 2020, die andere Hälfte erhielt Roger Penrose.
Genzel ist mit der Kinderärztin und Professorin Orsolya Genzel-Boroviczeny verheiratet und hat zwei Töchter.

## Ehrungen und Auszeichnungen
- 1980 – Otto-Hahn-Medaille, Max-Planck-Gesellschaft
- 1984 – Presidential Young Investigators Award, National Science Foundation
- 1986 – Newton-Lacy-Pierce-Preis für Astronomie, American Astronomical Society,
- 1990 – Gottfried-Wilhelm-Leibniz-Preis, Deutsche Forschungsgemeinschaft
- 2000 – De Vaucouleurs Medaille, Universität von Texas
- 2000 – Jules-Janssen-Preis, Société astronomique de France
- 2003 – Stern-Gerlach-Medaille für experimentelle Physik, Deutsche Physikalische Gesellschaft
- 2003 – Balzan-Preis für Infrarot-Astronomie[8]
- 2005 – Petrie Prize Lecture
- 2007 – Namensgeber für den Asteroiden (18241) Genzel[9]
- 2007 – Albert-Einstein-Medaille
- 2008 – Shaw Prize
- 2009 – Premio „Galileo 2000“[10]
- 2010 – Karl G. Jansky Lecture
- 2010 – Ehrendoktorwürde Universität Leiden[11]
- 2011 – Karl-Schwarzschild-Medaille
- 2012 – Crafoord-Preis
- 2012 – Tycho-Brahe-Preis

- 2013 – Pour le Mérite[12]
- 2014 – Herschel-Medaille

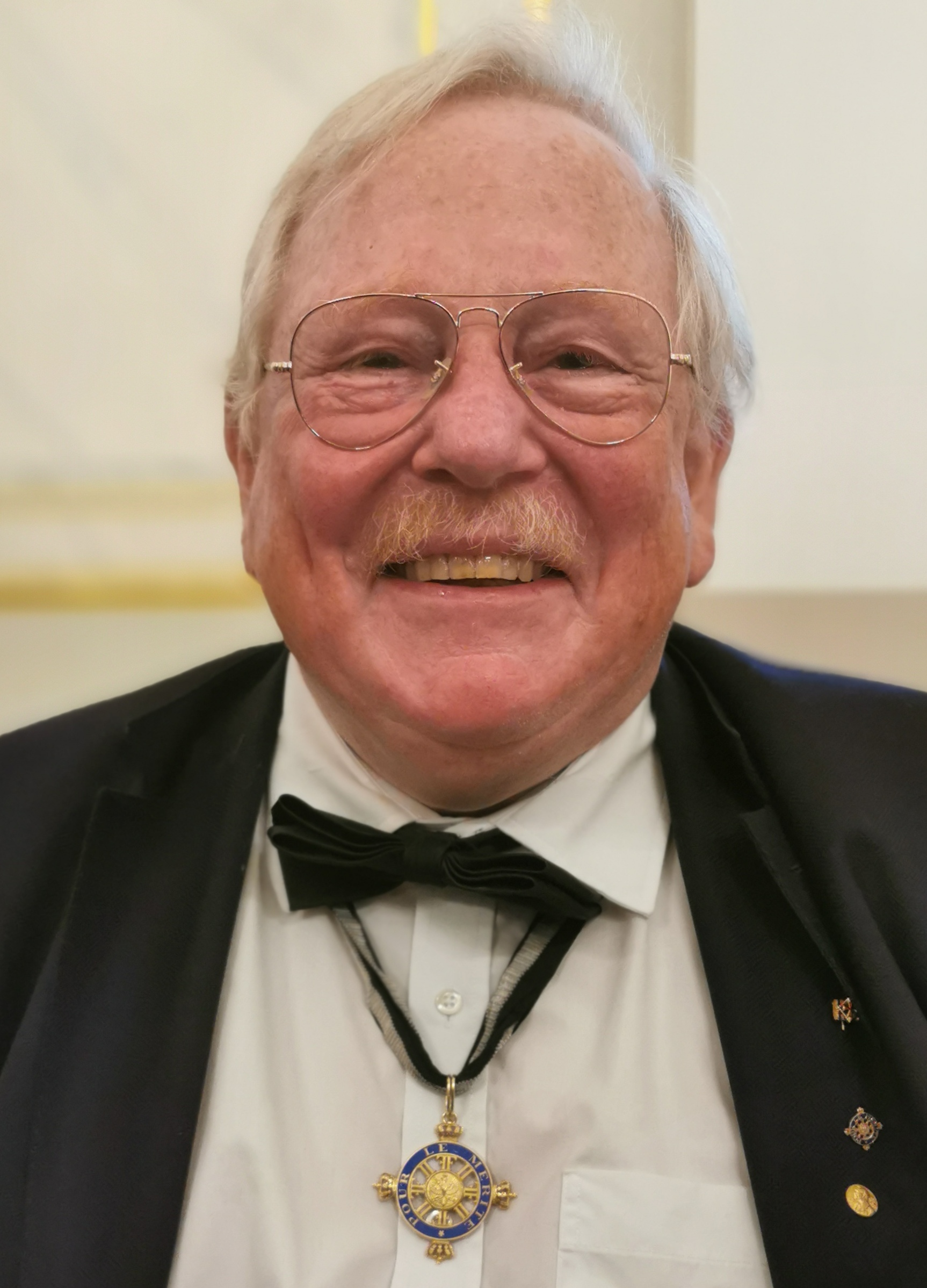
Reinhard Genzel (2025)

- 2014 – Großes Verdienstkreuz mit Stern des Verdienstordens der Bundesrepublik Deutschland (Großoffizier)
- 2014 – Harvey-Preis
- 2014 – Ehrendoktorwürde des Pariser Observatoriums[13]
- 2020 – Nobelpreis für Physik
- 2021 – Bayerischer Maximiliansorden[14]
- 2023 – Ehrendoktorwürde Universität Grenoble[15]
- 2025 - Rektoratsmedaille Universität von Chile[16]

## Mitgliedschaften
- 1985 – Fellow der American Physical Society
- 1990 – Mitglied der Deutschen Physikalischen Gesellschaft
- 1995 – Mitglied der Academia Europaea[17]
- 1998 – Ausländisches Mitglied der Académie des sciences (Institut de France)
- 2000 – Ausländisches Mitglied der National Academy of Sciences der USA
- 2002 – Mitglied der Deutschen Akademie der Naturforscher Leopoldina[18]
- 2003 – Ordentliches Mitglied der Bayerischen Akademie der Wissenschaften
- 2012 – Foreign Member of the Royal Society[19]
- 2013 – Orden Pour le mérite für Wissenschaften und Künste[20]
- 2020 – Päpstliche Akademie der Wissenschaften[21]

## Schriften (Auswahl)
- mit Charles H. Townes: Physical conditions, dynamics, and mass distribution in the center of the Galaxy. In: Annual Review Astron. Astroph. Band 25, 1987, S. 377.
- mit D. Hollenbach, C. H. Townes: The nucleus of our Galaxy. In: Rep. Progr. Phys. Band 57, 1994, S. 417.
- mit Andreas Eckart: Observations of stellar proper motions near the Galactic Centre. In: Nature. Band 383, 1996, S. 415–417, Abstract
- mit A. Eckart, N. Thatte, A. Krabbe, H. Kroker und L. E. Tacconi-Garman: The dark mass concentration in the central parsec of the Milky Way. In: Astrophysical Journal. Band 472, 1996, S. 153.
- mit A. Eckart: Stellar proper motions in the central 0.1 pc of the Galaxy. In: Monthly Notices of the Royal Astronomical Society. Band 284, 1997, S. 576598, Abstract
- mit A. Eckart, T. Ott und F. Eisenhauer: On the nature of the dark mass in the centre of the Milky Way. In: Monthly Notices of the Royal Astronomical Society. Band 291, 1997, S. 219–234, Online
- mit A. Eckart: Erster schlüssiger Beweis für ein massives Schwarzes Loch? In: Physikalische Blätter. Band 54, 1998, Nr. 1, S. 25–30 Digitalisat
- mit A. Eckart: First Conclusive Evidence for a Massive Black Hole in the Center of the Milky Way. In: Friedrich W. Hehl, Claus Kiefer, Ralph J. K. Metzler (Hrsg.): Black Holes: Theory and Observation. Springer, Berlin und Heidelberg 1998, ISBN 3-540-65158-6, S. 60–68.
- Massereiche Schwarze Löcher – vom galaktischen Zentrum bis zu Quasaren in der Frühzeit des Universums. In: Physik Journal. Juli/August 2003, S. 45–49, Online
- Galaxien und Schwarze Löcher, Vortrag vom 15. Oktober 2021, in: Johannes Blümer (Hrsg.): Quanten 10 (=  Schriften der Heisenberg-Gesellschaft; Band 10). S. Hirzel, Stuttgart 2025, S. 9–46, Volltext